# Plastic Paddy

Plastic Paddy est un terme d'argot utilisé pour désigner les membres de la diaspora irlandaise, ou ceux qui n'ont aucun ancêtre ou connexion avec l'Irlande, mais qui s'approprient la culture et l'identité irlandaise,. 
Ce terme est péjorativement utilisé pour désigner ceux qui, sans être d'origine irlandaise, prétendent l'être. Paddy est un terme informel et vulgaire pour désigner un irlandais. 